# Joan Alsina i Arús
Joan Alsina i Arús (Barcelona, 1872 - ibídem, 9 de abril de 1911) fue un arquitecto modernista español.

## Biografía
Junto con los arquitectos Roc Cot i Cot y Salvador Pedrol i Oller tuvo un despacho profesional durante diez años en la calle de Boters, hasta la muerte de Cot.
Fue el jefe de la Sección Municipal de Parques y Jardines del Ayuntamiento de Barcelona.
Colaboró con Lluís Domènech i Montaner en la dirección del Grand Hotel de Palma de Mallorca. En 1910 realizó unos planos del Palacio Güell de Antoni Gaudí para la exposición dedicada al arquitecto de la Sagrada Familia en el Grand-Palais de París, por encargo de Eusebi Güell. Fue profesor de geometría descriptiva y de composición en la Escuela Técnica Superior de Arquitectura de Barcelona.

## Principales obras

### Barcelona
| Año  | Nombre                       | Ubicación          | Descripción | Estado           | Foto             |
| ---- | ---------------------------- | ------------------ | --- | ---------------- | ---------------- |
| 1901 | Casa Oller                   | Plaza Tetuán, 9    | Edificio entre medianeras de planta y cinco pisos propiedad de Salvador Oller. Lo hizo en colaboración con Salvador Pedrol. | Regular          |                  |
| 1905 | Restaurant Pince             | c/ Ferran, 31      | Tradicional restaurante de la ciudad fundado por el francés Jean Pince y su esposa. Posteriormente, Joan Alsina lo reformó y modernizó, haciéndose merecedor del premio al mejor establecimiento del Concurso anual de edificios artísticos de 1905, otorgado por el Ayuntamiento de Barcelona. | Desaparecido     | Restaurant Pince |
| 1904 | Iglesia San Antonio de Padua | c/ Santaló y Calaf | Construida al desaparecer el Convento de San Francisco de Barcelona que estaba delante del Monumento a Colón, donde ahora está el edificio del Gobierno Militar. Solo la fachada de la calle Calaf mantiene algunos elementos originales.                                                       | Muy transformada |                  |

### Igualada
| Año  | Nombre              | Ubicación                 | Descripción | Estado  | Foto                |
| ---- | ------------------- | ------------------------- | --- | ------- | ------------------- |
| 1900 | Casa Francesc Valls | Rambla de Sant Ferran, 48 | Edificio entre medianeras de planta y tres pisos propiedad de Francesc Valls Brufau, del sector textil. | Regular | Casa Francesc Valls |
| 1901 | "A Cal Sabater"     | Rambla de Sant Isidre, 37 | Edificio entre medianeras de planta y piso propiedad de Josep Sabater Duran, curtidor. Lo hizo en colaboración con Salvador Pedrol. Destaca la tribuna central decorada con baldosa cerámica y con un frontón escalonado con el escudo de la familia flanqueado con relieves florales y figuras humanas. | Regular | A Cal Sabater       |

### Hospitalet de Llobregat
| Año  | Nombre                          | Ubicación             | Descripción | Estado       | Foto            |
| ---- | ------------------------------- | --------------------- | --- | ------------ | --------------- |
| 1907 | Fábrica Trinxet, en Can trinxet | c/ Santa Eulàlia, 212 | La fábrica fue propiedad de Francisco Trinxet Mas y luego de su hijo Avelino Trinxet Pujol, propietario de la Casa Trinxet (Barcelona, 1904) obra de Josep Puig i Cadafalch y con frescos de Joaquim Mir Trinxet, derribada en 1965. Actualmente el espacio de la fábrica ha sido recuperado para otros servicios residenciales y de equipamientos, manteniéndose una parte de la construcción modernista. | Transformada | Fábrica Trinxet |